# Баскетбол на летней Спартакиаде народов СССР 1983 ― мужчины
Баскетбольный турнир VIII летней Спартакиады народов СССР 1983 года был проведён с 13 июня по 25 июня 1983 года в Москве.
В турнире приняли участие 15 сборных команд из всех союзных республик, а также сборные Москвы и Ленинграда.
Соревнования проводились в два этапа — предварительный и финальный.

## Предварительный этап

### 1 подгруппа
| Место                                      | Команда             | Игры | Поб | Пор | Забито | Пропущено | +/-  | Очки |
| ------------------------------------------ | ------------------- | ---- | --- | --- | ------ | --------- | ---- | ---- |
| 1                                          | Украинская ССР      | 3    | 3   | 0   | 319    | 203       | +116 | 6    |
| 2                                          | Грузинская ССР      | 3    | 2   | 1   | 242    | 286       | −44  | 5    |
| 3                                          | Узбекская ССР       | 3    | 1   | 2   | 262    | 232       | +30  | 4    |
| 4                                          | Азербайджанская ССР | 3    | 0   | 3   | 219    | 321       | −102 | 3    |
| Данные на 16 июня 1983 Итоговое положение. |                     |      |     |     |        |           |      |      |

### 2 подгруппа
| Место                                      | Команда         | Игры | Поб | Пор | Забито | Пропущено | +/- | Очки |
| ------------------------------------------ | --------------- | ---- | --- | --- | ------ | --------- | --- | ---- |
| 1                                          | Ленинград       | 3    | 3   | 0   | 269    | 221       | +48 | 6    |
| 2                                          | Латвийская ССР  | 3    | 2   | 1   | 273    | 244       | +29 | 5    |
| 3                                          | Киргизская ССР  | 3    | 1   | 2   | 245    | 289       | −44 | 4    |
| 4                                          | Туркменская ССР | 3    | 0   | 3   | 249    | 282       | −33 | 3    |
| Данные на 16 июня 1983 Итоговое положение. |                 |      |     |     |        |           |     |      |

### 3 подгруппа
| Место                                      | Команда       | Игры | Поб | Пор | Забито | Пропущено | +/- | Очки |
| ------------------------------------------ | ------------- | ---- | --- | --- | ------ | --------- | --- | ---- |
| 1                                          | Москва        | 3    | 3   | 0   | 296    | 198       | +98 | 6    |
| 2                                          | РСФСР         | 3    | 1   | 2   | 236    | 228       | +8  | 4    |
| 3                                          | Армянская ССР | 3    | 1   | 2   | 219    | 280       | −61 | 4    |
| 4                                          | Эстонская ССР | 3    | 1   | 2   | 232    | 277       | −45 | 4    |
| Данные на 16 июня 1983 Итоговое положение. |               |      |     |     |        |           |     |      |

### 4 подгруппа
| Место                                      | Команда         | Игры | Поб | Пор | Забито | Пропущено | +/-  | Очки |
| ------------------------------------------ | --------------- | ---- | --- | --- | ------ | --------- | ---- | ---- |
| 1                                          | Литовская ССР   | 4    | 4   | 0   | 405    | 284       | +121 | 8    |
| 2                                          | Белорусская ССР | 4    | 3   | 1   | 372    | 330       | +42  | 7    |
| 3                                          | Казахская ССР   | 4    | 2   | 2   | 335    | 325       | +10  | 6    |
| 4                                          | Молдавская ССР  | 4    | 1   | 3   | 307    | 304       | +3   | 5    |
| 5                                          | Таджикская ССР  | 4    | 0   | 4   | 248    | 424       | −176 | 4    |
| Данные на 16 июня 1983 Итоговое положение. |                 |      |     |     |        |           |      |      |

## Финальный этап

### За 1—8-е места
| Место                                      | Команда         | Игры | Поб | Пор | Забито | Пропущено | +/-  | Очки |
| ------------------------------------------ | --------------- | ---- | --- | --- | ------ | --------- | ---- | ---- |
| 1                                          | Украинская ССР  | 7    | 6   | 1   | 594    | 489       | +105 | 13   |
| 2                                          | Москва          | 7    | 6   | 1   | 670    | 533       | +137 | 13   |
| 3                                          | Латвийская ССР  | 7    | 4   | 3   | 537    | 543       | −6   | 11   |
| 4                                          | РСФСР           | 7    | 4   | 3   | 533    | 533       | 0    | 11   |
| 5                                          | Ленинград       | 7    | 3   | 4   | 543    | 554       | −11  | 10   |
| 6                                          | Литовская ССР   | 7    | 2   | 5   | 579    | 612       | −33  | 9    |
| 7                                          | Белорусская ССР | 7    | 2   | 5   | 520    | 575       | −55  | 9    |
| 8                                          | Грузинская ССР  | 7    | 1   | 6   | 523    | 660       | −137 | 8    |
| Данные на 25 июня 1983 Итоговое положение. |                 |      |     |     |        |           |      |      |

### За 9—12-е места
| Место                                      | Команда        | Игры | Поб | Пор | Забито | Пропущено | +/- | Очки |
| ------------------------------------------ | -------------- | ---- | --- | --- | ------ | --------- | --- | ---- |
| 9                                          | Казахская ССР  | 3    | 2   | 1   | 277    | 234       | +43 | 5    |
| 10                                         | Узбекская ССР  | 3    | 2   | 1   | 264    | 228       | +36 | 5    |
| 11                                         | Киргизская ССР | 3    | 2   | 1   | 262    | 252       | +10 | 5    |
| 12                                         | Армянская ССР  | 3    | 0   | 3   | 205    | 294       | −89 | 3    |
| Данные на 25 июня 1983 Итоговое положение. |                |      |     |     |        |           |     |      |

### За 13—17-е места
| Место                                      | Команда             | Игры | Поб | Пор | Забито | Пропущено | +/-  | Очки |
| ------------------------------------------ | ------------------- | ---- | --- | --- | ------ | --------- | ---- | ---- |
| 13                                         | Эстонская ССР       | 4    | 3   | 1   | 392    | 292       | +100 | 7    |
| 14                                         | Молдавская ССР      | 4    | 3   | 1   | 344    | 307       | +37  | 7    |
| 15                                         | Туркменская ССР     | 4    | 3   | 1   | 330    | 336       | −6   | 7    |
| 16                                         | Азербайджанская ССР | 4    | 1   | 3   | 330    | 382       | −52  | 5    |
| 17                                         | Таджикская ССР      | 4    | 0   | 4   | 294    | 370       | −76  | 4    |
| Данные на 25 июня 1983 Итоговое положение. |                     |      |     |     |        |           |      |      |

## Составы команд
1 место Украинская ССР: Александр Белостенный (Строитель Киев), Виктор Бережной (СКА Киев), Александр Волков (Строитель Киев), Евгений Колежук (Строитель Киев), Владимир Коробков (СКА Киев), Владимир Левицкий (Строитель Киев / НКИ), Сергей Лыско (Спартак Ворошиловград), Роман Рыжик (Строитель Киев), Владимир Рыжов (Строитель Киев), Юрий Сильверстов (Строитель Киев), Владимир Ткаченко (ЦСКА), Андрей Шаптала (СКА Киев). Тренер – Борис Вдовиченко.
 2 место Москва: Хосе Бирюков (Динамо), Сергей Гришаев (Динамо), Станислав Ерёмин (ЦСКА), Владимир Жигилий (Динамо), Виктор Кузьмин (ЦСКА), Александр Лындин (ЦСКА), Александр Мелешкин (ЦСКА), Анатолий Мышкин (ЦСКА), Виктор Панкрашкин (ЦСКА), Сергей Попов (ЦСКА), Сергей Тараканов (ЦСКА), Николай Фесенко (Динамо). Тренер – Евгений Гомельский.
 3 место Латвийская ССР: Валдис Валтерс (ВЭФ), Сергей Гончаренко (СКА Рига), Александр Дудоров (ВЭФ), Андрис Екабсонс (ВЭФ), Иварс Жвигурс (ВЭФ), Виктор Иванов (СКА Рига), Юрис Калниньш (ВЭФ), Андрис Куликовскис (ВЭФ), Игорс Миглиниекс (ВЭФ), Карлис Муйжниекс (ВЭФ), Владимир Сполитис (ВЭФ), Геннадий Толмачёв (СКА Рига). Тренер – Майгонис Валдманис.
4 место РСФСР: Сергей Бабенко (Локомотив Хабаровск), Александр Власов (Строитель Куйбышев), Владимир Головин (Строитель Куйбышев), Александр Ермолинский (Шексна Череповец), Григорий Казанский (Строитель Куйбышев), Виктор Кулагин (Строитель Куйбышев), Александр Половьянов (Спартак Владивосток), Александр Потапов (Шексна Череповец). Тренер – Генрих Приматов.
5 место Ленинград: Владимир Горин (Спартак), Виктор Жарков (Спартак), Сергей Каприленко (Спартак), Геннадий Капустин (Спартак), Валерий Королёв (Спартак), Сергей Кузнецов (Спартак), Юрий Павлов (Спартак), Андрей Семёнов (Светлана), Михаил Силантьев (Спартак), Андрей Тюбин (Спартак), Александр Харченков (Спартак), Владимир Яковлев (СКА Рига). Тренер – Владимир Кондрашин.
6 место Литовская ССР: Миндаугас Арлаускас (Жальгирис), Альфредас Вайнаускас (Статиба), Сергеюс Йовайша (Жальгирис), Йонас Казлаускас (Статиба), Гинтарас Крапикас (Жальгирис), Римас Куртинайтис (Жальгирис), Миндаугас Лекараускас (Жальгирис), Витольдас Масальскис (Жальгирис), Арвидас Сабонис (Жальгирис), Вальдемарас Хомичюс (Жальгирис), Раймондас Чивилис (Жальгирис), Виргиниус Янкаускас (Жальгирис). Тренер – Владас Гарастас.
7 место Белорусская ССР: Алжан Жармухамедов (Команда ГСВГ), Сергей Желудок (РТИ), Руслан Кнатько (РТИ), Владимир Кравченко (РТИ), Александр Остроносов (РТИ / Сож), Анатолий Парфианович (РТИ), Александр Попков (РТИ), Евгений Пустогвар (РТИ), Александр Сатыров (РТИ), Сергей Сланевский (РТИ), Константин Шереверя (РТИ), Анатолий Якубенко (РТИ). Тренер – Алексей Шукшин.